# Florian Keller (Hockeyspieler)
Florian Keller (* 3. Oktober 1981 in Berlin) ist ein deutscher Hockeyspieler und Hockeytrainer.
Keller spielt in der Hockeynationalmannschaft, wurde 1999 Europameister in Padua und gewann bei den Olympischen Spielen 2008 in Peking eine olympische Goldmedaille. In den Jahren 2000 und 2006 war er Torschützenkönig der Feldhockey-Bundesliga. Aktuell ist er Spieler des Hamburger Vereins THK Rissen mit der Rückennummer 20.

## Familie
Florian Keller entstammt der erfolgreichsten Hockey-Familie der Welt. Wie er 2008 in Peking sind folgende Familienmitglieder Olympiasieger geworden: sein Vater Carsten Keller 1972 in München, sein Halbbruder Andreas Keller 1992 in Barcelona und seine Schwester Natascha Keller 2004 in Athen; sein Großvater Erwin Keller gewann im Jahre 1936 in Berlin olympisches Silber gegen die damals als unschlagbar geltenden Inder. Seit dem letzten Trainingslager vor den Olympischen Spielen 2008 trägt Keller in Anlehnung an seinen Großvater, der seinerzeit als Lebemann galt, den Spitznamen „Erwin“, den sich Hockey-Bundestrainer Markus Weise scherzhaft hinsichtlich Kellers früheren Lebensstils ausgedacht hat.
Kellers ehemalige Lebensgefährtin war die deutsche Fußball-Nationalspielerin Navina Omilade, die Keller anlässlich der Olympischen Spiele in Athen 2004 kennenlernte und im Dezember 2012 heiratete, von der er sich aber bereits 2014 wieder scheiden ließ.

## Beruf
Einerseits wollte sich Keller während seiner Ausbildung zum Versicherungskaufmann, die er im Jahr 2005 erfolgreich abschloss, auf seine berufliche Karriere konzentrieren und zunächst gemeinsam mit seiner Schwester Natascha die Allianz-Versicherungsagentur seines Vaters weiterführen, wovon beide aber Abstand nahmen, nachdem in Zusammenhang mit Konzern-Umstrukturierungen massiv Zuschüsse für kleinere Agenturen gekürzt wurden. Andererseits traf Keller die Entscheidung, gemeinsam mit seiner Schwester und seiner damaligen Freundin Navina Omilade als aktiver Spieler zu den Olympischen Spielen in Peking 2008 fahren zu wollen, einem Ziel, dem er unter Verzicht auf Partys und Alkohol alles Private unterordnen wollte. Keller kann beides verbinden: Er arbeitet inzwischen bei der Funk Gruppe unter Claudius Jochheim, dem Präsidenten seines Vereins Zehlendorfer Wespen, der ein Berufsförderungs- und Karriereplanungsprogramm für seine Spieler eingeführt hat. Dort wurde es ihm neben der beruflichen Entwicklung ermöglicht, jeden Vormittag zu trainieren, so dass sich Keller angemessen auf die Olympischen Spiele 2008 vorbereiten konnte.
Keller plant ab Januar 2009 bei den Füchsen Berlin im Sportmanagement-Bereich tätig zu sein, zur Vorbereitung absolviert er ein Praktikum bei Hannover 96.
Im November 2022 wechselt Keller zum Bremer Hockey Club BHC um die 1. Damenmannschaft zu trainieren.

## Hockey

### Allgemeines
Florian Keller spielt im Sturm. Ihn zeichnen seine hervorragende Technik bei gleichzeitig enormer Reaktionsschnelligkeit aus. Dies ermöglicht es ihm, zugespielte Bälle besonders schnell und gegebenenfalls aus der Bewegung heraus unter Kontrolle zu bringen und umgehend einen Angriff einzuleiten, wobei ihm sein ebenfalls schneller Antritt zusätzlich zugutekommt – laut damaligem Bundestrainer Markus Weise ist Keller, auf den ersten 30 Metern, der schnellste Spieler im Nationalkader. Kellers Manko war Ende des Jahres 2007 seine noch unzureichende Ausdauer, ein Bereich, in dem laut Weise aber am einfachsten Verbesserungen möglich sind. Florian Keller ist Eckenspezialist und zuverlässiger Siebenmeterschütze, er gehörte bereits im Jahr 2000 zu den vier deutschen Spielern, die damals vom seinerzeitigen Bundestrainer Paul Lissek eine Sonderausbildung im Schlenzen erhielten.

### Bewertung durch Dritte
Nach einer Analyse von Tina Bachmann, der „Abwehrchefin“ der deutschen Hockeynationalmannschaft im Jahre 2007, ist Florian Keller nicht nur ein guter „Goalgetter“, sondern auch ein „verrückter Typ“, wobei man solche in der Mannschaft brauche. Bundestrainer Weise charakterisiert Keller als „eigenwillig“, nicht aber als „Sonderling“, für die Mannschaft sei er sehr gut; man müsse auf sein Naturell eingehen, er müsse „seine Sachen machen können.“ Nationalmannschaftskollege Carlos Nevado bezeichnet Keller als sehr wichtig für die Mannschaft; abseits des Platzes betätigt sich Keller gerne als Entertainer für das Team, auf dem Platz kann Keller an guten Tagen im Alleingang für einen Sieg sorgen.

### Karriere als Hockeyspieler
Seine Bundesligakarriere begann Florian Keller beim Stammverein der Keller-Familie, dem Berliner HC. Nach einem Intermezzo in Hamburg beim Harvestehuder THC von 2001 bis 2002, mit dem sich Keller einen Kindheitstraum erfüllte, wechselte er zurück nach Berlin zu den Zehlendorfer Wespen.
In der Nationalmannschaft debütierte Keller am 3. Juni 1999 bei einer 4:6-Niederlage gegen Belgien in Krefeld. Kurz darauf wirkte er am Gewinn der 8. Herren-Europameisterschaft in Padua mit. Nach der Bundesliga-Saison 2001, die Keller als Torschützenkönig abschloss, wurde er bei der Champions Trophy 2001 im Spiel gegen die Niederlande schwer gefoult und brach sich das Schlüsselbein, woraufhin er längere Zeit nicht für das Nationalteam auflief. Nach Aussage des ehemaligen Bundestrainers Bernhard Peters wäre die deutsche Nationalmannschaft bei den Olympischen Spielen in Athen 2004 Olympiasieger geworden, wenn Keller damals mitgespielt hätte. Einige Zeit nachdem Keller dort gemeinsam mit seiner Schwester Natascha deren Olympiasieg gefeiert hatte, kehrte er in die Nationalmannschaft zurück. Nach den Europameisterschaften 2005 erlitt Keller jedoch einen Bandscheibenvorfall und erklärte dann aus beruflichen Gründen seinen Rücktritt aus der Nationalmannschaft. Im Anschluss an die Bundesliga-Saison 2005/2006, die Keller erneut als Torschützenkönig abschließen konnte, wurde er nach zwei Jahren Pause von Bundestrainer Markus Weise für die Champions Trophy 2007 ins Nationalteam zurückgeholt, eine Entscheidung, die jener später als richtig bezeichnete, nachdem die deutsche Mannschaft die Champions Trophy gewinnen konnte; neben Matthias Witthaus war Keller mit fünf Toren erfolgreichster Torschütze im Team und galt seitdem als Hoffnungsträger für das Nationalteam. Bei der Champions-Trophy 2008 in Rotterdam, die mit Platz fünf für das deutsche Team nur mäßig erfolgreich verlief, wurde Keller mit sieben Treffern Torschützenkönig des Turniers. Bei den Olympischen Spielen 2008 in Peking wurde Keller mit der Nationalmannschaft Olympiasieger und war mit drei Treffern gemeinsam mit Christopher Zeller und Matthias Witthaus erfolgreichster deutscher Torschütze. Keller erhielt, zusammen mit der Mannschaft, das Silberne Lorbeerblatt.
In der Hallensaison 2008/2009 lief Keller für den DTV Hannover auf, was in Zusammenhang mit seinem gleichzeitigen Praktikum bei Hannover 96 stand. Im Anschluss wechselte Keller wieder zu den Zehlendorfer Wespen, für die er auch in der Feldsaison 2008/09 aktiv war und kam dort in der Hallensaison 2012/13 zum bislang größten Erfolg der Vereinsgeschichte, dem Erreichen der Endrunde der Deutschen Hallenmeisterschaft 2013. Dort war im Halbfinale gegen den späteren Vizemeister Uhlenhorst Mülheim erst nach 8:9 im Siebenmeterschießen Endstation. Keller steuerte in diesem Spiel drei Tore bei und verwandelte seinen Siebenmeter.

### Internationale Teilnahmen und Erfolge
- A-Länderspieldebüt 3. Juni 1999 GER-BEL 4:6 Krefeld
- 1999 1. Platz 8. Herren-Europameisterschaft Padua
- 2001 1. Platz 10. Herren-Hallen-Europameisterschaft Luzern
- 2001 1. Platz 23. Champions Trophy Herren Rotterdam
- 2004 5. Platz 26. Champions Trophy Herren Lahore
- 2005 Bronzemedaille Herren-Europameisterschaft Leipzig
- 2007 1. Platz 29. Champions Trophy Herren Kuala Lumpur
- 2008 1. Platz Olympiaqualifikation Kakamigahara
- 2008 5. Platz 30. Champions Trophy Herren Rotterdam (Torschützenkönig)
- 2008 Goldmedaille Olympische Spiele Peking